# Liste des chaînes de télévision aux Pays-Bas
Pour les autres articles nationaux ou selon les autres juridictions, voir Liste de chaînes de télévision par pays.
Cet article présente la liste des chaînes de télévision aux Pays-Bas, disponibles sur la TNT (Digitenne), le satellite, la diffusion en flux et sur le câble.

## Chaînes nationales

### Autres chaînes (par câble et/ou satellite)
| Nom complet                        | Groupe audiovisuel                                                         | Statut                                              |  |
| ---------------------------------- | -------------------------------------------------------------------------- | --------------------------------------------------- |  |
| NPO 1 Extra (en)                   | Nederlandse Publieke Omroep                                                | Thématique nationale publique                       |  |
| NPO 2 Extra (en)                   | Nederlandse Publieke Omroep                                                | Thématique nationale publique                       |  |
| NPO Zappelin Xtra (en)             | Nederlandse Publieke Omroep                                                | Thématique nationale publique                       |  |
| NPO Nieuws                         | Nederlandse Publieke Omroep                                                | Thématique nationale publique                       |  |
| NPO Politiek (en) / NPO Sport (en) | Nederlandse Publieke Omroep                                                | Thématique nationale publique                       |  |
| BVN                                | Nederlandse Publieke Omroep (NPO), Vlaamse Radio- en Televisieomroep (VRT) | Généraliste internationale publique                 |  |
| SBS 9                              | Talpa TV                                                                   | Thématique nationale privée                         |  |
| TV 538                             | Talpa TV                                                                   | Thématique nationale privée                         |  |
| Animal Planet                      | Discovery Communications                                                   | Thématique nationale privée                         |  |
| Cartoon Network                    | Discovery Communications                                                   | Thématique nationale privée                         |  |
| Disney Channel (nl)                | The Walt Disney Company                                                    | Thématique nationale privée                         |  |
| TV Oranje (nl)                     | TV Oranje                                                                  | Thématique nationale privée                         |  |
| OUTTV                              | OUTtv Media                                                                | Thématique nationale privée                         |  |
| RTL Lounge                         | RTL Nederland                                                              | Thématique nationale privée                         |  |
| RTL Crime                          | RTL Nederland                                                              | Thématique nationale privée                         |  |
| Syfy (en)                          | NBC Universal                                                              | Thématique internationale (Pays-Bas/Flandre) privée |  |
| 13th Street                        | NBC Universal                                                              | Thématique internationale (Pays-Bas/Flandre) privée |  |
| Film1 Premiere (en)                | Film1 (en) (Sony Pictures Television)                                      | Thématique nationale privée                         |  |
| Film1 Action (en)                  | Film1 (en) (Sony Pictures Television)                                      | Thématique nationale privée                         |  |
| Film1 Family (en)                  | Film1 (en) (Sony Pictures Television)                                      | Thématique nationale privée                         |  |
| Film1 Drama (en)                   | Film1 (en) (Sony Pictures Television)                                      | Thématique nationale privée                         |  |
| Ziggo Sport (nl)                   | Liberty Global (50 %), Vodafone (50 %)                                     | Thématique nationale privée                         |  |

#### Étrangères
| Pays               | Nom complet       | Groupe audiovisuel                                | Statut                              |  |
| ------------------ | ----------------- | ------------------------------------------------- | ----------------------------------- |  |
| Allemagne          | Das Erste         | ARD                                               | Généraliste nationale publique      |  |
| Allemagne          | ZDF               | ZDF                                               | Généraliste nationale publique      |  |
| Allemagne          | WDR               | Norddeutscher Rundfunk                            | Généraliste régionale publique      |  |
| Allemagne          | NDR               | Westdeutscher Rundfunk Köln                       | Généraliste régionale publique      |  |
| Allemagne / France | Arte              | Arte France/Deutschland                           | Généraliste bi-nationale publique   |  |
| Belgique           | Één               | Vlaamse Radio- en Televisieomroeporganisatie      | Généraliste nationale publique      |  |
| Belgique           | Canvas            | Vlaamse Radio- en Televisieomroeporganisatie      | Généraliste nationale publique      |  |
| Belgique           | Ketnet            | Vlaamse Radio- en Televisieomroeporganisatie      | Thématique nationale publique       |  |
| Belgique           | La Une            | Radio-télévision belge de la Communauté française | Généraliste nationale publique      |  |
| Belgique           | La Deux           | Radio-télévision belge de la Communauté française | Généraliste nationale publique      |  |
| Espagne            | TVE Internacional | Radiotelevisión Española                          | Généraliste internationale publique |  |
| France             | France 2          | France Télévisions                                | Généraliste nationale publique      |  |
| France             | TV5 Monde Europe  | TV5MONDE SA                                       | Généraliste internationale publique |  |
| Italie             | Rai Uno           | Radiotelevisione Italiana                         | Généraliste nationale publique      |  |
| Royaume-Uni        | BBC One           | British Broadcasting Corporation                  | Généraliste nationale publique      |  |
| Royaume-Uni        | BBC Two           | British Broadcasting Corporation                  | Généraliste nationale publique      |  |
| Royaume-Uni        | BBC World News    | British Broadcasting Corporation                  | Thématique internationale publique  |  |
| Turquie            | TRT Türk          | Radio-télévision de Turquie                       | Généraliste internationale publique |  |

### Chaînes de télévision régionales et locales
| Nom complet      | Groupe audiovisuel | Localisation                                                   |
| ---------------- | ------------------ | -------------------------------------------------------------- |
| RTV Noord (nl)   | RTV Noord          | province de Groningue                                          |
| RTV Drenthe (nl) | RTV Drenthe        | province de Drenthe                                            |
| Omrop Fryslân    | Omrop Fryslân      | province de la Frise                                           |
| NH Nieuws        | NH Media           | province de la Hollande-Septentrionale                         |
| Omroep Flevoland | Omroep Flevoland   | province du Flevoland                                          |
| TV-Oost (nl)     | RTV Oost           | province de l'Overijssel                                       |
| TV Gelderland    | Omroep Gelderland  | province de Gueldre                                            |
| RTV Utrecht      | RTV Utrecht        | province d'Utrecht                                             |
| TV Rijnmond      | RTV Rijnmond       | Hollande-Méridionale-Sud : Rotterdam-Rijnmond, Dordrecht       |
| TV West          | Omroep West        | Hollande-Méridionale-Nord : La Haye, Leyde                     |
| Omroep Zeeland   | Omroep Zeeland     | province de la Zélande                                         |
| Omroep Brabant   | Omroep Brabant     | province du Brabant-Septentrional                              |
| L1 TV            | Omroep Limburg     | province du Limbourg                                           |
| AT5              | SALTO (nl)         | commune d'Amsterdam visible partout en Hollande-Septentrionale |

## Chaînes disparues
Plusieurs chaînes néerlandaises ont cessé d'émettre. Cette liste est classée par ordre chronologique de l'année de disparition :
- Filmnet (en) : chaîne cinéma créée en 1985, devenue Canal+ Pays-Bas en 1997 ;
- TMF Pure : chaîne musicale ayant existé de 2005 à 2006 ;
- Canal+ Pays-Bas : chaîne cinéma créée en 1997, devenue Film1 (nl) en 2006 ;
- TMF : chaîne musicale ayant existé de 1995 à 2011 ;
- TMF Dance : chaîne musicale ayant existé de 2005 à 2011 ;
- TMF NL : chaîne musicale ayant existé de 2005 à 2011 ;
- Kindernet (nl) : chaîne jeunesse privée ayant existé de 1988 à 2004 et 2011 à 2013 ;
- Sport1 (nl) : chaîne sport disparue, devenue Ziggo Sport (nl) en 2015 ;
- NPO 3 Extra (en) : chaîne publique thématique ayant existé de 2006 à 2018.